# Термоелектричні явища
Термоелектричні явища — ряд фізичних явищ, обумовлених взаємозв'язком між електричним струмом та потоками тепла в речовинах і контактах між ними.
Галузь фізики, яка вивчає ці явища називається термоелектрикою.
До термоелектричних явищ належать:
- Ефект Зеєбека — виникнення електрорушійної сили в неоднорідно нагрітому провіднику.
- Ефект Пельтьє — нагрівання чи охолодження контакту двох провідників при проходженні через нього електричного струму.
- Ефект Томсона — виділення або поглинання тепла при проходженні електричного струму через неоднорідно нагрітий провідник.

Термоелектричні явища широко використовуються в техніці. Термопари застосовуються для вимірювання температури, а також для прямого перетворення тепла в електрику в тих випадках, коли доцільно уникнути рухомих деталей (наприклад, у космосі). Поглинання тепла при проходженні електричного струму через контакт використовується в холодильниках тощо.

## Дослідження в Україні
Піонером і лідером досліджень у галузі термоелектрики в Україні є академік НАН України Анатичук Лук'ян Іванович. Ним створено Інститут термоелектрики подвійного підпорядкування — Національній академії наук та Міністерству освіти і науки України. У 1994 р. створено Міжнародну термоелектричну академію, до складу якої увійшли провідні спеціалісти з 20 країн світу — США, Англії, Франції, Японії, Італії, Росії, України та інших держав. Анатичук Л. І. — президент цієї академії.